# Pseudomantis maculata
Pseudomantis maculata är en bönsyrseart som beskrevs av Henri Saussure 1872. Pseudomantis maculata ingår i släktet Pseudomantis och familjen Mantidae. Inga underarter finns listade i Catalogue of Life.